# Моргенталер, Ханс
Ханс Моргенталер (нем. Hans Morgenthaler, 4 июня 1890, Бургдорф (Берн) — 16 марта 1928, Берн) — швейцарский поэт и прозаик, писал на немецком языке.

## Биография
Учился зоологии и ботанике в Цюрихе, геологии в Берне. В 1917 отправился на службу в швейцарской фирме в Таиланд. Переболев малярией, перешедшей в туберкулёз, в 1919 вернулся в Швейцарию душевнобольным и больше не покидал психиатрических клиник.

## Творчество
Автор стихов, дневниковой прозы, путевых записок, романа и новелл. Дружил и переписывался с Германом Гессе. Книги его избранных стихотворений были изданы после смерти в 1930 и 1970.

## Прижизненные публикации
- Ihr Berge. Stimmungsbilder aus einem Bergsteiger-Tagebuch (1916, переизд. 1920, 1936).
- Matahari. Stimmungsbilder aus den malayisch-siamesischen Tropen (1921, переизд. 1922, 1987, переводы на нидерландский, 1922, и английский, 1923, 1994, изд. в Бангкоке).
- Ich selbst. Gefühle (1923, переизд. 1931)
- Woly. Ein Sommer im Süden. Roman (1924, переизд. 1931, 1982, 1990).
- Gatscha puti. Ein Minenabenteuer (1929, перевод на франц. 1932)

## Посмертные издания
- Das Ende vom Lied. Lyrisches Testament eines Schwindsüchtigen. Gedichte (1930)
- Totenjodel. Gedichte (1970)
- Dichtermisere. Ein Hans (Hamo) Morgenthaler Brevier (1977)
- Hamo, der letzte fromme Europäer. Sein Leben, seine Versuche und Anstrengungen. Ein Hans Morgenthaler Lesebuch (1982)
- Der kuriose Dichter Hans Morgenthaler. Briefwechsel mit Ernst Morgenthaler und Hermann Hesse (1983)
- Das Ewig-Weibliche: zehn erotische Geschichten (2003)